# Liste der Kulturgüter in Gilly
Die Liste der Kulturgüter in Gilly enthält alle Objekte in der Gemeinde Gilly im Kanton Waadt, die gemäss der Haager Konvention zum Schutz von Kulturgut bei bewaffneten Konflikten, dem Bundesgesetz vom 20. Juni 2014 über den Schutz der Kulturgüter bei bewaffneten Konflikten sowie der Verordnung vom 29. Oktober 2014 über den Schutz der Kulturgüter bei bewaffneten Konflikten unter Schutz stehen.
Objekte der Kategorien A und B sind vollständig in der Liste enthalten, Objekte der Kategorie C fehlen zurzeit (Stand: 1. Januar 2018).

## Kulturgüter
| Foto |                                                                          | Objekt                                                                         | Kat. | Typ | Standort                               | Beschreibung |
| ---- | ------------------------------------------------------------------------ | ------------------------------------------------------------------------------ | ---- | --- | -------------------------------------- | --- |
| ja   | Datei hochladen · Wikidata zu Schloss Vincy (Q2971040)                   | Schloss Vincy / Château de Vincy KGS-Nr.: 6081                                 | A    | G   | Route de Vincy 2 512610 / 146271       | Umfasst Herrenhaus, Dependance, Scheune, grosser Saal, Gartenhäuschen, Kühlhaus und Brunnen.                                                        |
| ja   | Datei hochladen · Wikidata zu Landsitz Beaulieu (Q2935353)               | Landsitz Beaulieu / Campagne de Beaulieu KGS-Nr.: 6082                         | A    | G   | Route de Genève 68 513804 / 144671     | Umfasst Herrenhaus, Portale, zwei Scheiterhaufen, nordöstlicher und nordwestlicher Annex, Orangerie, Voliere, ehemaliger Taubenschlag und Kühlhaus. |
| BW   | Datei hochladen · Wikidata zu Schloss Saint-Vincent mit Park (Q29890842) | Schloss Saint-Vincent mit Park / Château Saint-Vincent avec parc KGS-Nr.: 6083 | B    | G   | Route de Saint-Vincent 511863 / 145542 | |